# Embalse de Sidi Salem
El embalse de Sidi Salem (en árabe سدّ سيدي سالم) es el  embalse de más grande de Túnez. Construido al nivel de la ciudad de Testour, a 8 kilómetros al noroeste de esta última, se encuentra sobre el curso del río Meyerda.
Los trabajos, empezaron  el 2 de junio de 1977 y se acaban el 30 de noviembre de 1981, y fueron realizados con la ayuda financiera de la República federal de Alemania y del Banco Mundial. Se llevaron a cabo  por la sociedad yougoslava Hidrotehnika.

## Estructura y equipamiento
Con una altura de 57 metros, una longitud de coronación de 340 metros y una capacidad de embalse de 555 millones de metros cúbicos para una superficie de reserva de 4300 ha, constituye el embalse más grande del país.
Está equipado con un aliviadero de superficie en hormigón para las riadas excepcionales con una capacidad de evacuación de aproximadamente 4200 metros cúbicos por segundo (por dos puertas). El aliviadero de las riadas corrientes (con una salida  máxima de aproximadamente 760 metros cúbicos por segundo) y el apresamiento de irrigación se encuentran cerca del embalse.
El embalse tiene también una central hidroeléctrica con una capacidad de 20 MW.

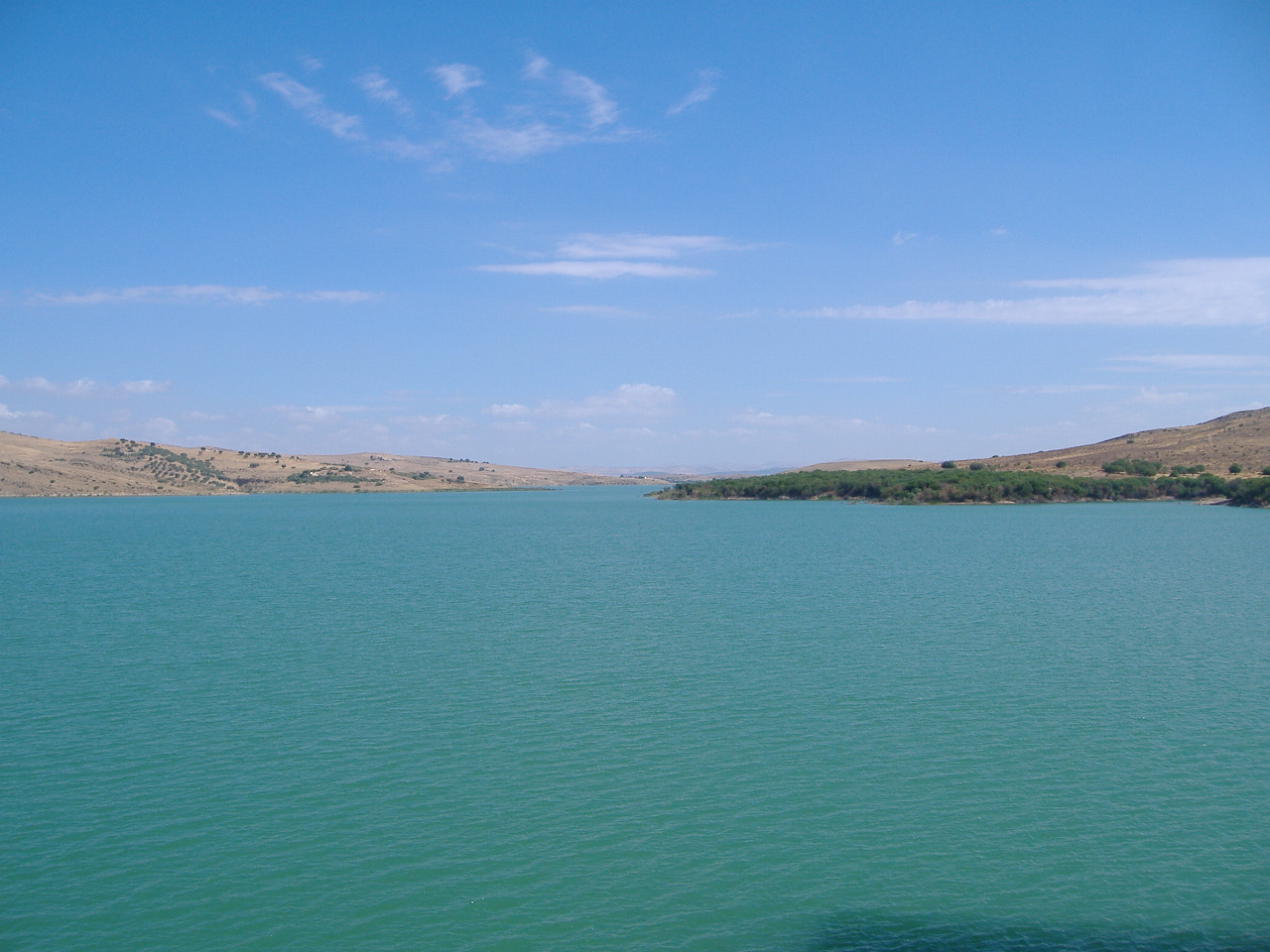
Vista del embalse
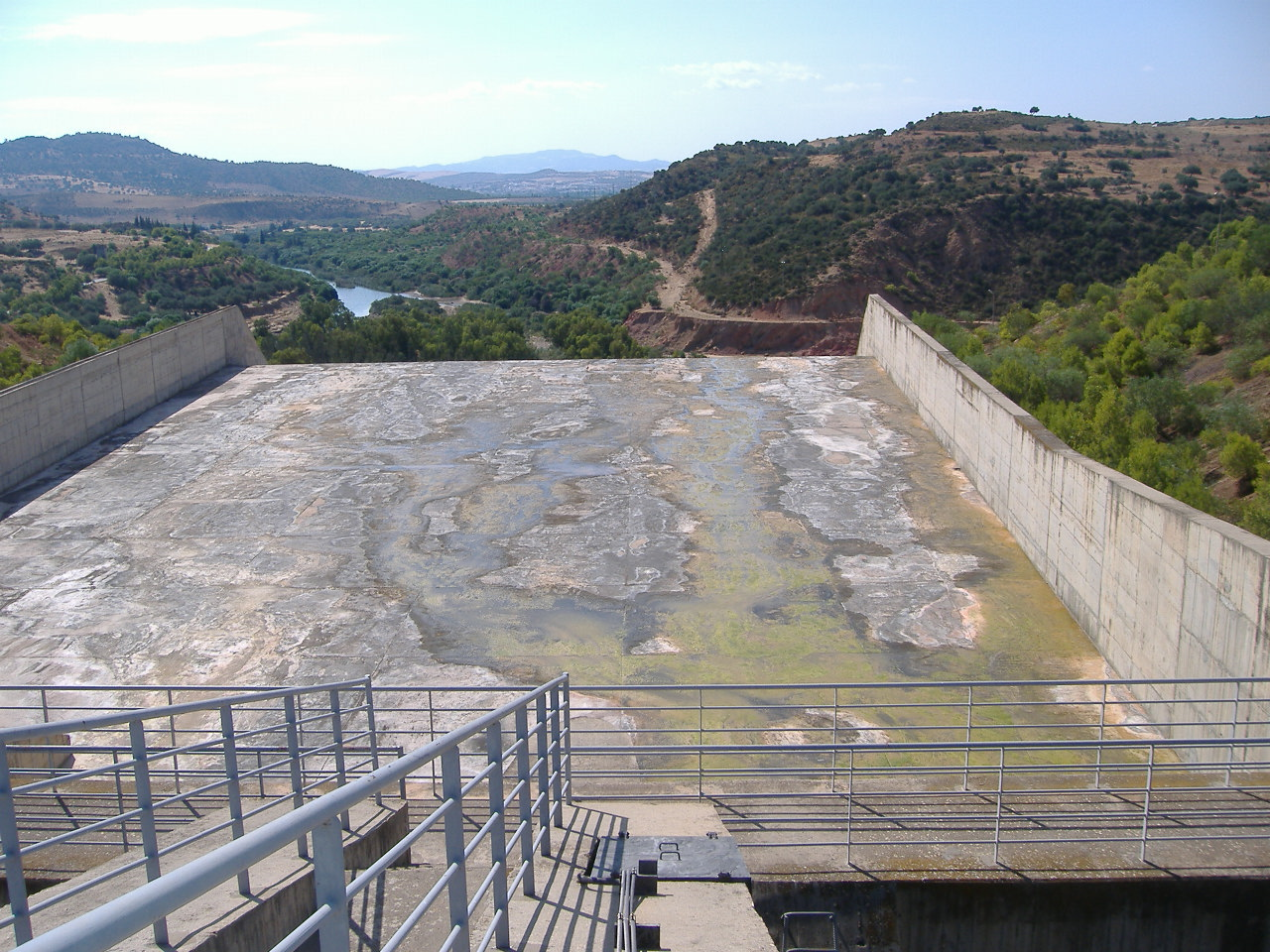
Aliviadero de superficie
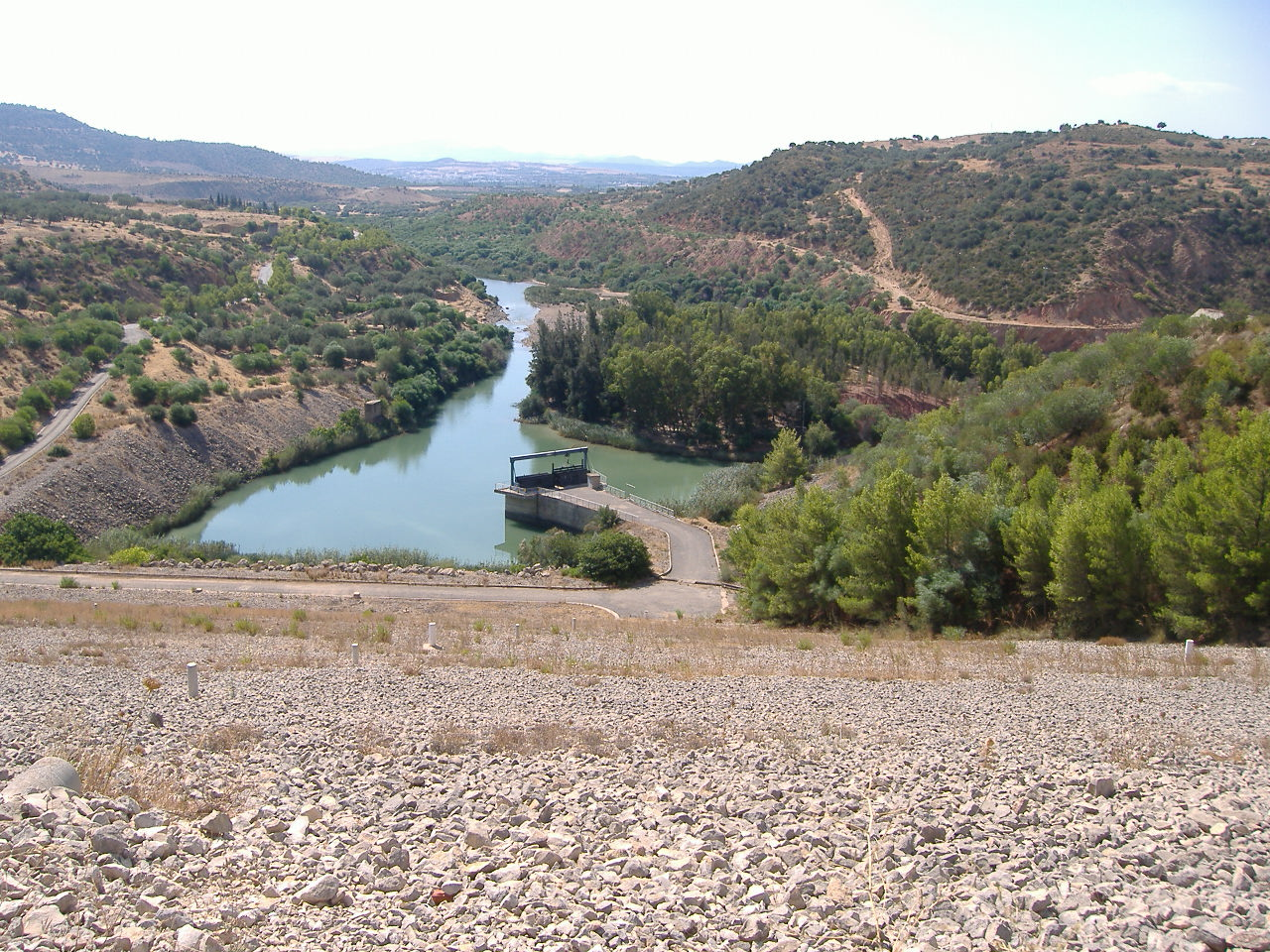
Aliviadero de las riadas corrientes
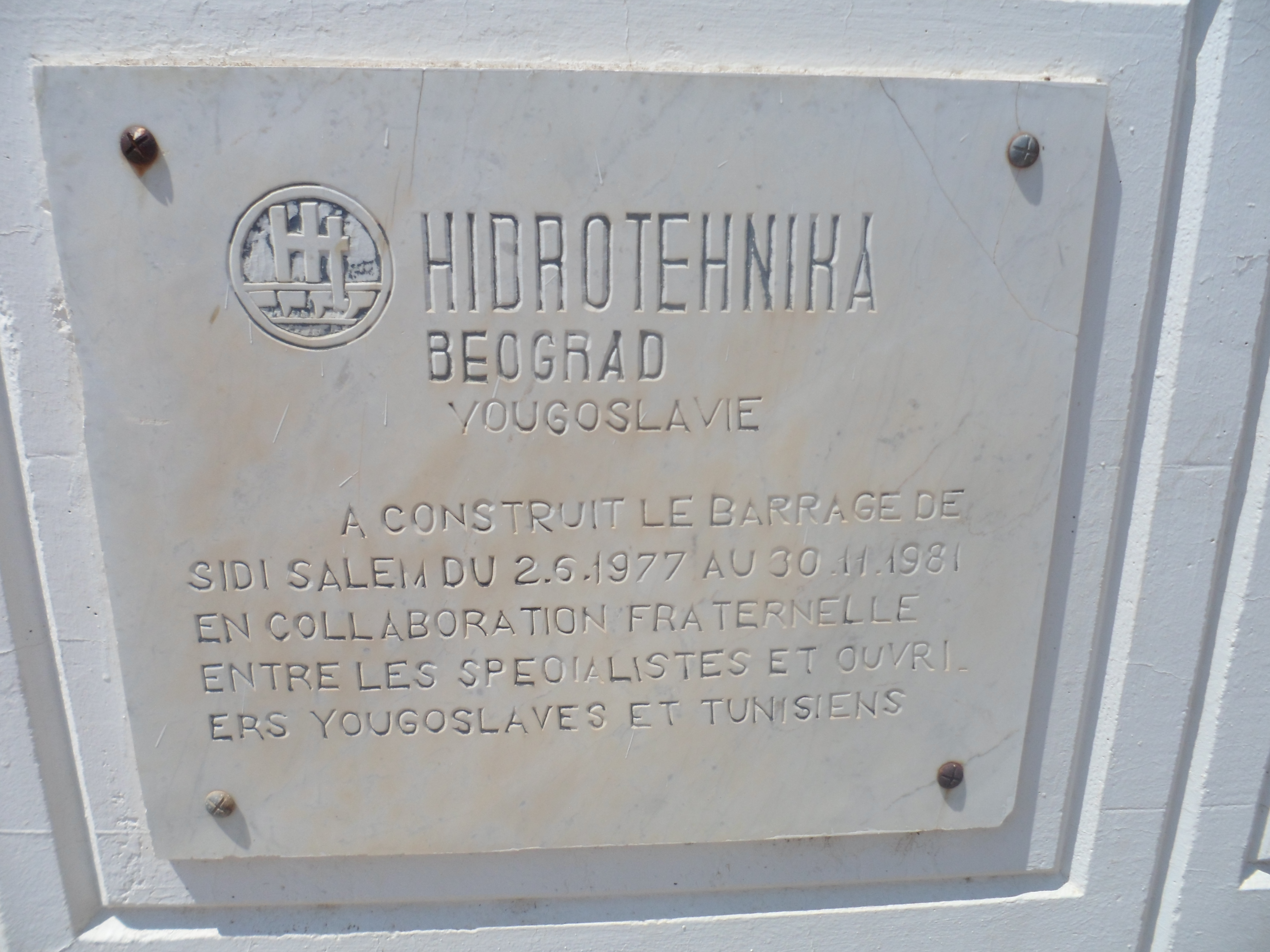
Placa de la empresa constructora yugoslava Hidrotehnika

- Datos: Q2885301
- Multimedia: Sidi Salem Dam / Q2885301